# Aristero

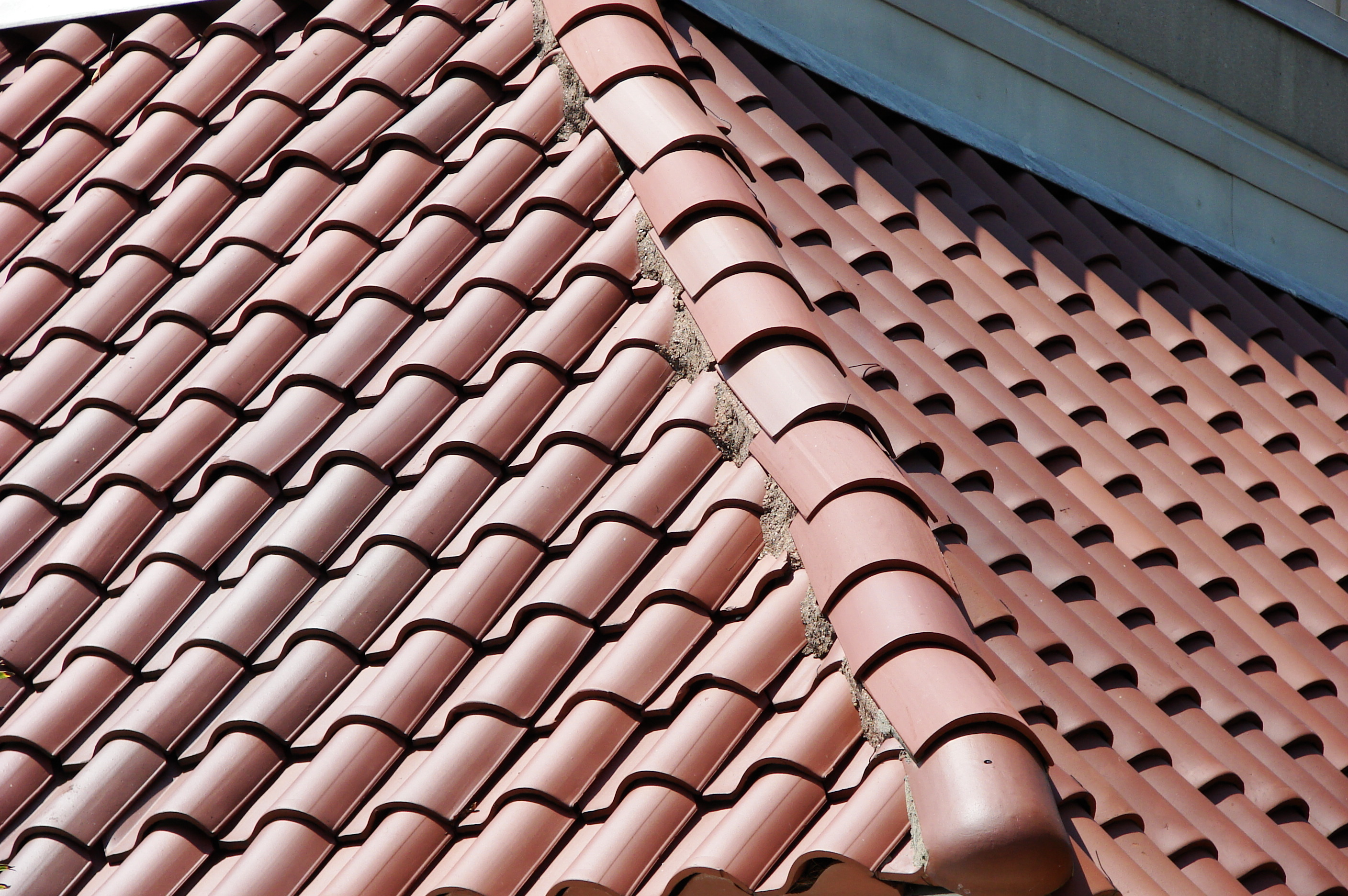
Aristero en un tejado

Se llama aristero en el estilo románico o en el estilo gótico a una moldura que recubre y adorna el eje de las aristas o intersección de las superficies de los chapiteles o campanario.
También se llama aristero la moldura cerámica, serie de tejas o banda metálica con que se recubre la unión de las vertientes de los tejados o techumbres.